# Burián Mihály
Burián Mihály (? – 1813. május 4.) gyulafehérvári kanonok.

## Élete
Misés pappá fölszenteltetése után kolozsvári káplán; 1779-ben Gyulafehérvárott hittanár, 1781-ben káli lelkész. 1791-ben tiszteletbeli kanonok és rákosi plébános, 1794-ben valóságos kanonok lett.

## Munkái
Dissertatio historico critica de duplici ingressu in Transsilvaniam Georgii Blandratae. Albo-Carolinae, 1806? (Nyomatott a csiki klastrom könyvnyomtatójában.)